# Leopold von Mildenstein
Leopold Itz von Mildenstein, född 30 november 1902 i Prag, död 1968, var en tysk skribent och SS-officer. 

## Biografi
Leopold von Mildenstein utbildade sig ursprungligen till ingenjör. Under 1920-talet företog han en rad utlandsresor, bland annat till Mellanöstern och skildrade sina upplevelser i Berliner Börsen-Zeitung. År 1929 anslöt han sig till den tjeckiska motsvarigheten till Nationalsocialistiska tyska arbetarepartiet (NSDAP). Tre år senare, år 1932, flyttade han till Tyskland och gick med i SS och erhöll titeln SS-Üntersturmführer
von Mildenstein ansåg att judarna inte hörde hemma i Tyskland. De var rasligt främmande och omöjliga att assimilera i det tyska samhället. Som lösning på problemet såg han att Tysklands samtliga judar skulle tillåtas emigrera till Brittiska Palestinamandatet och där bygga upp sin egen stat. von Mildenstein hade tagit intryck av sionismen och hävdade att judarna hade full rätt till sitt eget land. Efter Adolf Hitlers utnämning till rikskansler i januari 1933 växte sig sionismen allt starkare bland de tyska judarna. En företrädare för Tysklands Sionistförbund, Kurt Tuchler, fick i uppgift att kontakta von Mildenstein. Tuchler frågade von Mildenstein om denne kunde skriva något fördelaktigt om judarnas rätt att bilda en egen stat i Palestina. von Mildenstein gick med på detta, på villkor att han skulle beredas möjlighet att personligen besöka de nya judiska bosättningarna i Palestina, med Tuchler som guide.

### SD-Hauptamt
von Mildenstein och Tuchler tillbringade en månad tillsammans i Palestina, där de bland annat besökte bosättningar i Eretz Israel. von Mildenstein uppehöll sig dock i sex månader i Palestina, innan han återvände till Tyskland. Under titeln Ein Nazi fährt nach Palästina ("En nazist besöker Palestina") publicerades von Mildensteins iakttagelser i den av Joseph Goebbels utgivna inflytelserika tidningen Der Angriff från den 26 september till den 9 oktober 1934. För att hugfästa minnet av resan lät tidningen gjuta en medalj med ett hakkors på ena sidan och en davidsstjärna på den andra. Reinhard Heydrich, chef för SD-Hauptamt, fick syn på artikelserien och erbjöd von Mildenstein att inrätta en avdelning för judiska frågor. Inom SD-Hauptamt fick von Mildenstein tjänst som avdelningschef på en avdelning med beteckningen II:112, även kallat Judenreferat. von Mildenstein rekryterade medarbetare till sin avdelning; en av dem, Adolf Eichmann, delade von Mildensteins åsikt att judarna skulle emigrera men han delade inte hans sionism. Avdelning II:112 uppmanade tyska judar att emigrera och knöt kontakter med flera sionistorganisationer. År 1935 närvarade von Mildenstein vid Sionistiska Världsorganisationens 19:e kongress i Luzern i Schweiz som representant för den tysk-judiska delegationen. Med tiden falnade SD:s intresse för von Mildensteins prosionistiska hållning och efter ett gräl med Heydrich 1936 avskedades han och förflyttades till utrikesministeriets pressavdelning där han arbetade i 8 år som avdelningschef - Referent. Eichmann hoppades på att få efterträda von Mildenstein, men istället blev Kuno Schröder ny chef för avdelning II:112. Schröder ersattes i början av 1937 av Dieter Wisliceny, som efter några månader efterträddes av Herbert Hagen.